# آببا آرگاوی
آببا آرگاوی (انگلیسی: Abeba Aregawi؛ زادهٔ ۵ ژوئیهٔ ۱۹۹۰) دونده دو نیمه‌استقامت اهل اتیوپی است.